# Pfarrkirche St. Leodegar (Schupfart)

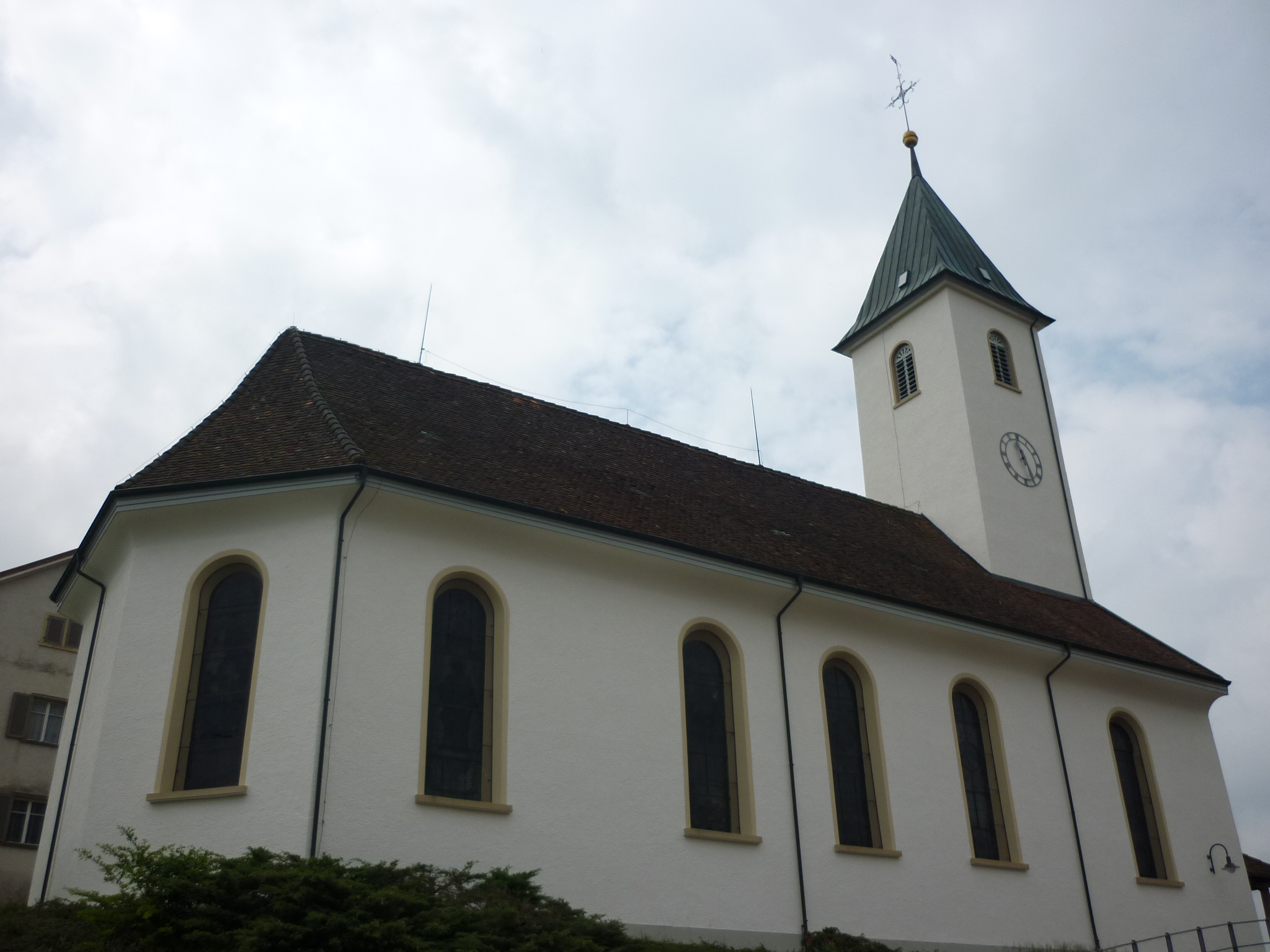
Pfarrkirche St. Leodegar

Die Pfarrkirche St. Leodegar ist die römisch-katholische Pfarrkirche von Schupfart im Kanton Aargau. Die dem heiligen Leodegar von Autun geweihte klassizistische Kirche entstand in den Jahren 1795 bis 1797. Sie gehört zum Seelsorgeverband Fischingertal im Pastoralraum Mittleres Fricktal des Bistums Basel.

## Geschichte
Die Pfarrei Schupfart besteht möglicherweise seit der zweiten Hälfte des 10. Jahrhunderts und wird im Markenbuch des Bistums Basel von 1441 aufgeführt. Das Kirchenpatronat lag bei den Markgrafen von Baden-Hachberg und gelangte 1576 durch Tausch in den Besitz des Damenstiftes Säckingen. Die Einkünfte aus der Pfründe waren derart niedrig, dass die Seelsorger weitere Pfarreien in der Umgebung betreuen mussten. 1633/34 wurde die Kirche während des Dreissigjährigen Krieges von schwedischen Truppen geplündert. 1711 ersuchte die Kirchgemeinde das Damenstift, das Gebäude erweitern zu dürfen, was ihr jedoch erst 1717 nach einem Gerichtsprozess ermöglicht wurde.
Das kleine Kirchengebäude war Ende des 18. Jahrhunderts in einem bedenklichen Zustand. 1792 empfahl der Architekt Johann Nepomuk Amann im Namen der österreichischen Regierung einen Neubau. Äbtissin Marianna Franziska von Hornstein erteilte drei Jahre später dem Säckinger Baumeister Johann Zennier den entsprechenden Auftrag. Die Grundsteinlegung erfolgte im März 1796. Ursprünglich hätte der alte Kirchturm beibehalten und erhöht werden sollen, während der bis 1797 dauernden Arbeiten stellte sich jedoch heraus, dass das Mauerwerk für eine Aufstockung ungeeignet war. Wegen der Kriegswirren konnte der Turm erst in den Jahren 1802 bis 1805 errichtet werden. 1803 übernahm der Kanton Aargau die Kollatur, erst sieben Jahre später folgte die Kirchweihe.
1862 ersetzte man den Hauptaltar, 1883 die Turmuhr. Eine umfangreiche Innenrenovierung erfolgte 1933, eine Aussenrenovierung in den Jahren 1946/47. Eine weitere Innenrenovierung nahm man 1993/94 vor, mit Restaurierung der Ausstattung.

## Bauwerk
Ein Satteldach fasst das Langhaus und den anschliessenden Chor des geosteten Kirchengebäudes zusammen und ist über dem Chorpolygon abgewalmt. An der Westseite ragt der markante Kirchturm empor, der ein mit Blech verkleidetes Pyramidendach mit kreuzbekrönter Kugel besitzt. An beiden Längsseiten sind je vier hohe, schlanke Rundbogenfenster angeordnet. An der Südseite des Chors ist eine zweigeschossige Sakristei mit Walmdach angebaut, über den drei rundbogigen Eingängen im Westen ein Vorzeichen. Das zweiflügelige Türblatt des Haupteingangs ist mit Louis-seize-Verzierungen geschmückt.
Im Innern dient das von einem Kreuzgratgewölbe überspannte Turmerdgeschoss als Vorraum. Eine Gipshohlkehle leitet im flach gedecktem Langhaus vom mit vergoldeten Leisten geschmückten Gesims zum rechteckigen Deckenspiegel über, ein stichbogiger Chorbogen bildet eine Trennung zum Altarhaus, das um drei Stufen erhöht ist. Historistische Glasgemälde aus den Jahren 1907 bis 1912 zeigen im Chor Andachtsszenen und im Schiff verschiedene Heilige.
Vom Altarensemble, das Johann Friedrich Vollmar in den Jahren 1797 bis 1800 schuf, sind nur die Mensen und die vier Figuren des Hochaltars erhalten geblieben. Die marmorierten und teilweise vergoldeten Retabel sind Werke von Josef Maria Bürli. Das Altarblatt des Hauptaltars (gemalt von Heinrich Kaiser) zeigt eine Kreuzigungsszene im nazarenischen Stil. Die im Jahr 1826 von Johann Bruholz angefertigte Kanzel besteht aus grauem und blassrosafarbenem Stuckmarmor, ihre Flachreliefs stammen vermutlich von Vollmar. 
Die im Jahr 1896 auf der Empore installierte Orgel ist unbekannter Herkunft und entstand vermutlich um 1770/80. Sie wurde 1970 durch einen Neubau im alten Gehäuse von Orgelbauer Heinrich Pürro aus Willisau ersetzt. Dabei wurde der historische Orgelprospekt neu gefasst. Das Instrument verfügt über 13 Register auf zwei Manualen und Pedal. 2003 führte die Orgelbaufirma Heinrich Pürro eine Generalrevision durch.
Im Kirchturm hängt ein vierstimmiges Glockengeläut in der Stimmung  g′ – c″ – e″ – f″. Die kleinste Glocke wurde vermutlich von einem Basler Giesser 1566 gegossen, die anderen drei entstanden 1896 in der Glockengiesserei H. Rüetschi in Aarau.